# Castello di Asola
Il castello di Asola era una roccaforte presumibilmente risalente al XII secolo situata ad Asola in provincia di Mantova.

## Collocazione e storia
La presenza del castello, difeso da quattro torri e da fossato, viene storicamente segnalata intorno al 1100 e la sua distruzione avvenne dopo alcuni anni ad opera delle milizie bresciane, che non videro di buon occhio l'occupazione del borgo da parte dei Casalodi.
La struttura passò di proprietà al conte rurale Narisio Longhi, feudatario di Asola, che qui morì nel 1224 circa.
Il maniero venne in seguito più volte distrutto e ricostruito. Sotto Bernabò Visconti vi fu l'ampliamento della struttura, atta a meglio difendere la popolazione che era cresciuta di numero.
Vista l'importanza strategica del luogo, il castello venne riedificato nel XVI secolo a cura della Serenissima. Passò quindi sotto il governo dei Visconti di Milano e di nuovo alla Repubblica di Venezia.
Del castello non rimane alcuna traccia.